# Nimpo Lake
Der Nimpo Lake ist ein Süßwassersee nahe Bella Coola in der kanadischen Provinz British Columbia. 

## Lage
Er bedeckt eine Fläche von 9,84 km² und ist ein bedeutendes Tourismusgebiet mit mehreren Resorts. Der See ist unter Anglern beliebt wegen seiner reichen Vorkommen an Regenbogenforellen und war 1993 Austragungsort der Commonwealth Fly Fishing Championships. Am See befindet sich das Nimpo Lake Water Aerodrome, ein Flughafen für Wasserflugzeuge.